# 84340 Йос
84340 Йос (84340 Jos) — астероїд головного поясу, відкритий 2 жовтня 2002 року.
Тіссеранів параметр щодо Юпітера — 3,532.